# 스먼 저수지 (대만)
스먼 저수지(石門水庫)는 대만 타오위안시 및 신주현에 있는 저수지이다. 이 저수지는 한때 극동 지역에서 가장 큰 저수지였다. 다한강의 물을 담아두기 위해 흙과 돌로 쌓은 저수지이며 대만 최초의 다기능 저수지이기도 하다.